# Dworek Róża Poraja w Budziejewie
Dworek Róża Poraja – późnoklasycystyczny dworek znajdujący się we wsi Budziejewo w gminie Mieścisko.

## Historia
Dworek został wybudowany w 1856 roku przez rodzinę Świniarskich i był w jej posiadaniu do 1945 roku. Z dniem 20 listopada na wniosek Urzędu Ziemskiego w Poznaniu przeszedł na własność Skarbu Państwa Polskiego i został zmieniony na obiekt pożytku publicznego oraz na mieszkania. Od roku 1982 do 1995 mieściło się tu przedszkole, od 1989 roku noszące nazwę „Polnych kwiatów”. Około 2006 roku dworek został zakupiony przez osobę prywatną. Od 2007 do 2009 roku trwał tu remont, a dworek przybrał nazwę „Róża Poraja”, związaną z właścicielami dworku i wsi Budziejewo oraz z Przedszkolem im. Polnych Kwiatów. Obecnie odbywają się tu uroczystości weselne, komunijne, Festiwal Muzyki Ślubnej i Weselnej oraz Piknik Święto Róży.